# Cmentarz ewangelicki w Sępopolu
Cmentarz ewangelicki w Sępopolu – cmentarz ewangelicki zlokalizowany w Sępopolu przy ulicy Długiej.
Cmentarz jest położony na niewielkim wzniesieniu nad Łyną. Znajdują się tu nagrobki, pozostałości zniszczonych grobowców, a także kaplica grobowa w której pochowano Kamilie Bordasch. Na ścianie kaplicy umieszczono współczesną tablicę upamiętniające dawnych mieszkańców miasta, a także tych którzy zginęli podczas wojen na ziemi sępopolskiej. Cmentarz mieści się po drugiej stronie drogi niż cmentarz katolicki.